# Władysław Blin
Władysław Blin (biał. Уладзіслаў Блін; ur. 31 maja 1954 w Świdwinie) – polski duchowny rzymskokatolicki, doktor nauk teologicznych, biskup diecezjalny witebski w latach 1999–2013, zastępca przewodniczącego Konferencji Episkopatu Białorusi w latach 2006–2015, od 2013 biskup senior diecezji witebskiej.

## Życiorys
Jego rodzice pochodzili z miejscowości Zadroże w powiecie dziśnieńskim, w województwie wileńskim, skąd po wojnie wyjechali do Świdwina. Później przeprowadzili się do Ślesina.
Ukończył Wyższe Seminarium Duchowne we Włocławku. Jest doktorem nauk teologicznych (doktorat na Katolickim Uniwersytecie Lubelskim). Święcenia kapłańskie otrzymał 25 maja 1980 z rąk biskupa Jana Zaręby. Po święceniach był wikariuszem m.in. w parafii pw. św. Mikołaja w Kaliszu czy w parafii św. Jakuba w Piotrkowie Kujawskim. W 1989 wyjechał na Białoruś, gdzie został proboszczem parafii katedralnej Wniebowzięcia Najświętszej Maryi Panny i św. Stanisława w Mohylewie. Tam odnowił zniszczoną archikatedrę. Zaangażował się również w odbudowę kościołów w Homlu, Mozyrze, Mścisławiu, Kościukowiczach, Orszy, Połocku i Witebsku. 
13 października 1999 został mianowany pierwszym w historii biskupem witebskim. Sakrę biskupią otrzymał 20 listopada 1999.
25 lutego 2013 papież Benedykt XVI przyjął jego rezygnację z urzędu biskupa diecezji witebskiej.
W ramach Konferencji Episkopatu Białorusi w latach 2006–2015 był zastępcą przewodniczącego Konferencji Episkopatu.